# Cortesia (saudação)

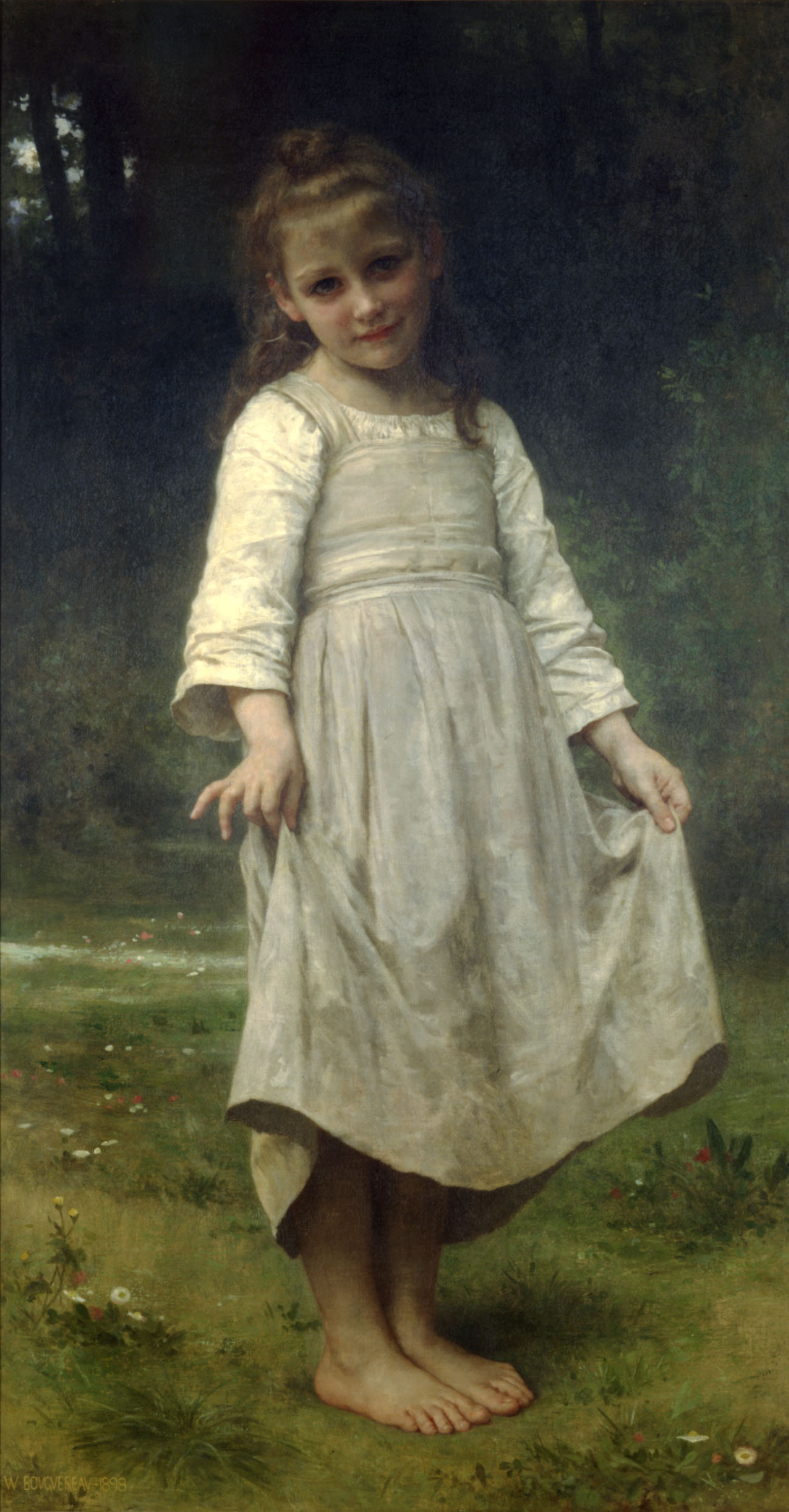
Menina realizando a cortesia, em La révérence de William Bouguereau

Uma cortesia (ou reverência do inglês courtesy) é um tradicional gesto de saudação, na qual uma menina ou mulher dobra seus joelhos, mas mantém a cabeça erguida. É o equivalente feminino da saudação masculina de “curvar-se”. Segundo Miss Manners, o gesto é caracterizado como uma "tradicional saudação de um inferior para um superior." Na lingua inglesa, a palavra "curtsy" é uma alteração fonética de "courtesy", conhecido na lingüística como uma Síncope.
De acordo com Desmond Morris, os motivos envolvidos na cortesia e na curvatura eram parecidos até o século dezessete, quando uma diferenciação entre as duas mensuras ocorreu. Antigamente, uma versão combinada dos dois era feita por atores da Restauração Inglesa na Comédia.
Em variantes mais formais da cortesia, a menina/mulher dobra os joelhos para fora (ao invés de para frente), muitas vezes cobrindo um pé atrás dela. Ela também pode usar as mãos para segurar a saia para fora de seu corpo. Na era vitoriana, quando as mulheres usavam vestidos até o chão, as saias rodadas de armação, a reverência era feita com um movimento emprestado do balé clássico, onde os joelhos são dobrados, enquanto que as costas são arqueadas em linha reta. Ambos os pés e joelhos apontavam para fora.
Tradicionalmente, as mulheres e meninas faziam cortesia para aqueles de nível social mais alto, faziam da mesma forma os homens e meninos, no caso, curvando-se. Hoje, entrementes, essa prática tornou-se menos comuns. Em culturas européias é tradicional que mulheres façam reverência diante da realeza. Usualmente, algumas mulheres fazem curvatura para seus empregadores, principalmente me hotéis.

## Monarquia
Conta-se, que quando o Primeiro Ministro Inglês Tony Blair foi realizar o pedido formal à Rainha Isabel II para governar, sua esposa, Cherie Blair teria se recusado a fazer a cortesia para Rainha, ou a teria feito de forma desconfortável. 
Durante o casamento real do Principe Guilerme e de Catarina Middleton, Duques de Cambrige, esta fez uma reverência para Rainha na saída do altar. Segundo as regras, como futura Rainha, a Duquesa deverá ser reverenciada pelas pessoas, assim como por outros membros da Familia Real, mesmo as princesas Beatrice e Eugênia. A princesa Ana, filha da rainha Isabel II, recusou-se a fazer uma cortesia para a Duquesa da Cornualha, mulher do Principe de Gales.
Dançarinas geralmente fazem uma cortesia ou mensura no final de uma apresentação para mostrar a gratidão ou reconhecer os aplausos da platéia. No final de uma aula de balé, os alunos também realizam a cortesia ou curvam-se ao professor e ao pianista para mostrar gratidão. De acordo com a etiqueta de dança vitoriana, uma mulher deve fazer uma cortesia antes de começar uma dança.
É costume para mulheres patinadoras realizarem uma reverência ao final de seus programas na patinação em competições ou exposições.
A "Texas Dip" é um tipo de cortesia extrema usada por debutantes do Texas quando são apresentadas no International Debutante Ball no Waldorf-Astoria. A jovem lentamente abaixa a testa no chão, cruzando os tornozelos,  e em seguida dobra os joelhos para dentro. O acompanhante no baile segura a mão da adolescente durante a cortesia. Quando a cabeça dela se aproxima do chão, ela vira a cabeça para o lado, evitando o risco de sujar o vestido com batom.